# Povídali, že mu hráli
Povídali, že mu hráli je sólové studiové album, které nahrál v letech 1986–1988 spoluzakladatel české rockové skupiny Pražský výběr, hráč na klávesové nástroje a zpěvák Michael Kocáb. Album v roce 1988 vydalo hudební vydavatelství vydavatelství Panton.
Obsahově a hudebním stylem je toto album podobné jako projekty skupiny Pražský výběr. Jedním z výraznějších rozdílů je Kocábova spolupráce s renomovaným českým textařem Michalem Horáčkem, který je známý svými projekty s Hanou Hegerovou a Petrem Hapkou.

## Seznam skladeb
Aranžmá: Michael Kocáb (1, 4-8, 10, 11), Michal Pavlíček (2, 3, 9).
1. „Když přijede Kocábinka“ (M. Kocáb / M. Horáček) – 1:17
2. „Život mě štíp“ (M. Kocáb, M. Pavlíček / M. Novotný) – 3:36
3. „No a co ti schází“ (M. Kocáb / J. Suchý) – 4:20
4. „Bludiště dní“ (M. Kocáb, V. Čok / M. Horáček) – 3:00
5. „Kaskadér“ (M. Kocáb / J. Novotný) – 4:03
6. „Sebastián“ (M. Kocáb / M. Horáček) – 4:58
7. „Když přijede Kocábinka“ (M. Kocáb / M. Horáček) – 1:17
8. „Chrlič“ (M. Kocáb / M. Horáček) – 3:28
9. „Pán výtahů“ (M.Kocáb, M. Pavlíček / M. Horáček) – 5:25
10. „Já rasisty nikdy neměl rád“ (M. Kocáb / M. Kocáb) – 4:22
11. „Sny spravedlivých“ (M. Kocáb / M. Horáček) – 5:14

## Obsazení
Hudebníci
- Michael Kocáb – zpěv, klávesové nástroje
- Michal Pavlíček – elektrická a akustická kytara, kytarový syntezátor, baskytara, zpěv
- Vilém Čok – zpěv
- Vladimír Pokorný – zpěv
- Vladimír Guma Kulhánek – baskytara

Technická podpora
- Jiří Chlumský – drumulátor
- Jan Hála – hudební režie
- Josef Celerín – zvuková režie
- Stanislav Tízl – zodpovědný redaktor
- Marie Šemberová – výtvarná a technická redaktorka
- Vladimír Pokorný – spolupráce na realizace
- Vojtěch Tůma – design
- Vojtěch Tůma – fotografie
- Jiří Antalovský – fotografie
- Vojtěch Pisařík – fotografie